# The Other Side (песня Aerosmith)
«The Other Side» — четвёртый сингл американской рок-группы Aerosmith с альбома Pump, выпущенный 6 июня 1990 года. Авторами песни являются Стивен Тайлер, Джим Валланс и Холланд — Дозье — Холланд. Клип на песню получил награду MTV Video Music Award за лучшее рок-видео.

## История создания
Джим Валланс создал инструментальную часть песни между Рождеством и Новым годом 1988 года. Он отослал демо песни с гитарой, фортепиано, басом, барабанами и духовым синтезатором вокалисту Aerosmith Стивену Тайлеру, который придумал текст и вокальную мелодию. Тайлер отправил получившийся вариант обратно Вэлленсу, однако Джиму он категорически не понравилось. После переговоров между двумя музыкантами, Тайлеру удалось убедить Джима, что его версия является «идеальной». В 1990 году команда авторов песен Холланд — Дозье — Холланд заявила, что мелодия «The Other Side» похожа на их песню «Standing in the Shadows of Love» и пригрозила подать иск в суд. В итоге, адвокаты Тайлера посоветовали не доводить дело до суда и признать Холланд — Дозье — Холланд соавторами песни.

## Позиции в чартах
| Чарт(1990)               | Наивысшая позиция |
| ------------------------ | ----------------- |
| Canada Top Singles (RPM) | 22                |
| UK Singles Chart         | 46                |
| US Billboard Hot 100     | 22                |
| US Album Rock Tracks     | 1                 |